# Schwerinsdorf
Schwerinsdorf là một đô thị thuộc huyện Leer, bang Niedersachsen, Đức. Đô thị này có diện tích 5,57 km².